# Patrick Califia
Patrick Califia (cerca de Corpus Christi, Texas, Estados Unidos, 1954; anteriormente conocido por el apellido Califia-Rice) es un escritor transexual estadounidense muy relacionado con la temática del BDSM, de la homosexualidad femenina y de la literatura erótica. Es también un conocido ensayista y poeta. Califia es un hombre trans bisexual. Psicólogo, terapeuta sexual y cantante, es un respetado y conocido activista del movimiento histórico del BDSM, al que pertenece desde la época pionera de la Old Guard. Antes de transicionar, Califia se identificaba como lesbiana y escribió por muchos años una columna de consejos sexuales para la revista leather para hombres gay Drummer. Califia es miembro del movimiento del feminismo de tercera ola.

## Biografía
Califia era hijo de una familia mormona, y decidió en 1971 reconocerse como lesbiana y salir a la luz pública en Salt Lake City, cambiándose desde ese momento el nombre y eligiendo el apellido Califia pensando en la mítica reina de las amazonas. Tras unos años como activista local y regional, trabajó a partir de 1973 en el San Francisco Sex Information Switchboard, dedicada a la información sexológica para el gran público.
Por muchos años escribió, como mujer, una columna de consejos sexuales para los lectores BDSM de la revista para hombres gay Drummer.
En 1979 obtuvo el diploma de Psicología por la San Francisco State University. Fue una de las fundadoras del grupo Samois, uno de los responsables del cambio de postura en la comunidad BDSM, al pasar de la restrictiva «Old Guard» (vieja guardia), a la abierta, tolerante y pansexual «New Guard» (nueva guardia).
Tuvo una gran incidencia en la redacción de Coming to Power, quizás el libro más leído sobre la temática, dentro y fuera de la comunidad BDSM. En 1992 fundó la revista para mujeres sadomaoquistas Lederfrauenmagazin Venus Infers.
En esa época también decidió el cambio de sus aspectos físico-sexuales, sometiéndose a una terapia basada en hormonas de testosterona, y adoptando desde entonces el nombre Patrick y el rol masculino.
Patrick también ha publicado diversas novelas pornográficas y de ciencia ficción, amén de una historia de transgéneros. Defiende la pornografía en la ciencia ficción, dos géneros criticados con frecuencia, en su opinión, a causa de las posibilidades que ofrecen en tanto que resistentes a la normativa sexual y genérica. Su trabajo Sex changes estudia la historia de los cambios de género a través de la biología, el psicoanálisis, la sociología y la política.